# Māris Verpakovskis
Māris Verpakovskis (født 15. oktober 1979 i Liepāja, Sovjetunionen) er en lettisk tidligere fodboldspiller (angriber). Han spillede hele 104 kampe og scorede 29 mål for det lettiske landshold i perioden 1999-2014.
Verpakovskis debuterede for landsholdet 9. juni 1999 i en EM-kvalifikationskamp mod Grækenland, mens hans sidste landskamp var en venskabskamp mod Estland i maj 2014. Han deltog ved EM 2004 i Portugal, letternes første slutrundedeltagelse nogensinde. Her spillede han alle sit lands tre kampe i turneringen, og blev historisk da han scorede landets første slutrundemål nogensinde i åbningskampen mod Tjekkiet, der dog blev tabt 2-1.
På klubplan repræsenterede Verpakovskis blandt andet Liepājas Metalurgs og FK Liepāja i sin fødeby, samt Skonto FC i Riga. Han var også i en årrække udlandsprofessionel hos blandt andet Dynamo Kiev i Ukraine, spanske Celta Vigo og Getafe samt kroatiske Hajduk Split.
Verpakovskis blev to gange, i 2003 og 2004, kåret til årets fodboldspiller i Letland.